# Церковь Обращения Апостола Павла (Сандомир)
Церковь Обращения Апостола Павла (пол. Kościół Nawrócenia św. Pawła Apostoła) — католическая церковь, находящаяся в Сандомире, Польша.

## История
Первый деревянный храм Обращения Апостола Павла в Садомире был построен в 1126 году по инициативе краковского епископа Иво Одровонжа. После пожара было начато возведение нового, каменного храма в готическом стиле, которое закончилось в 1434 году. В 1706—1709 гг. церковь перестроили в барочном стиле.
Церковь Обращения Апостола Павла находится недалеко от церкви святого Иакова и является пунктом Малопольского Пути святого Иакова.
В непосредственной близости от церкви располагается овраг святой Ядвиги, который является местной достопримечательностью. Согласно местной легенде по этому оврагу часто ходила святая Ядвига, которая посещала костёл святого Иакова.